# جورج دانکین
جورج دانکین (انگلیسی: George Donkin؛ 1 December 1892 – ۱۹۲۷ (۳۴−۳۵ سال)) بازیکن فوتبال بود.